# Jozef Miloslav Hurban

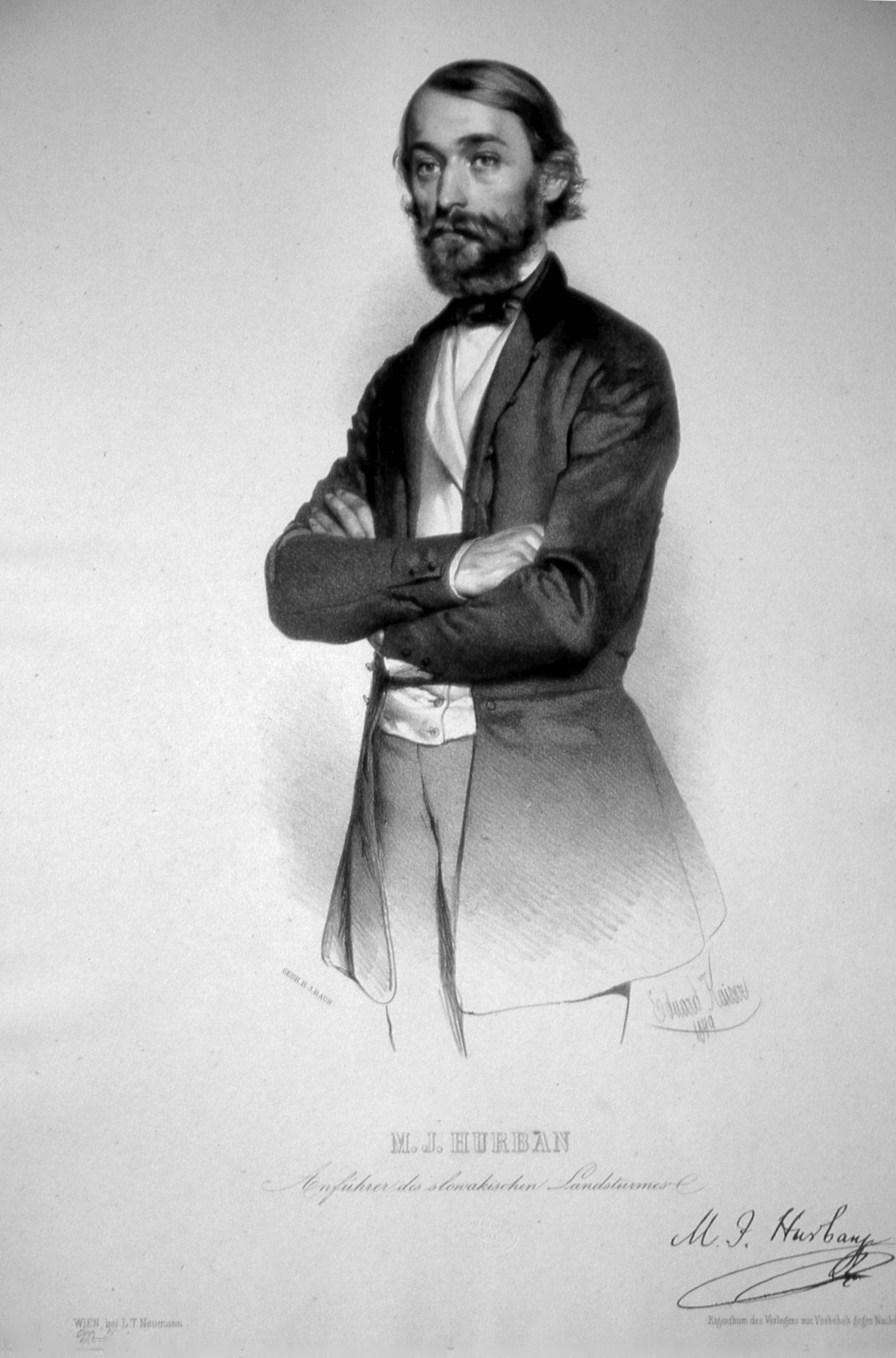
J. M. Hurban, Lithographie von Eduard Kaiser, 1849

Jozef Miloslav Hurban (1849)

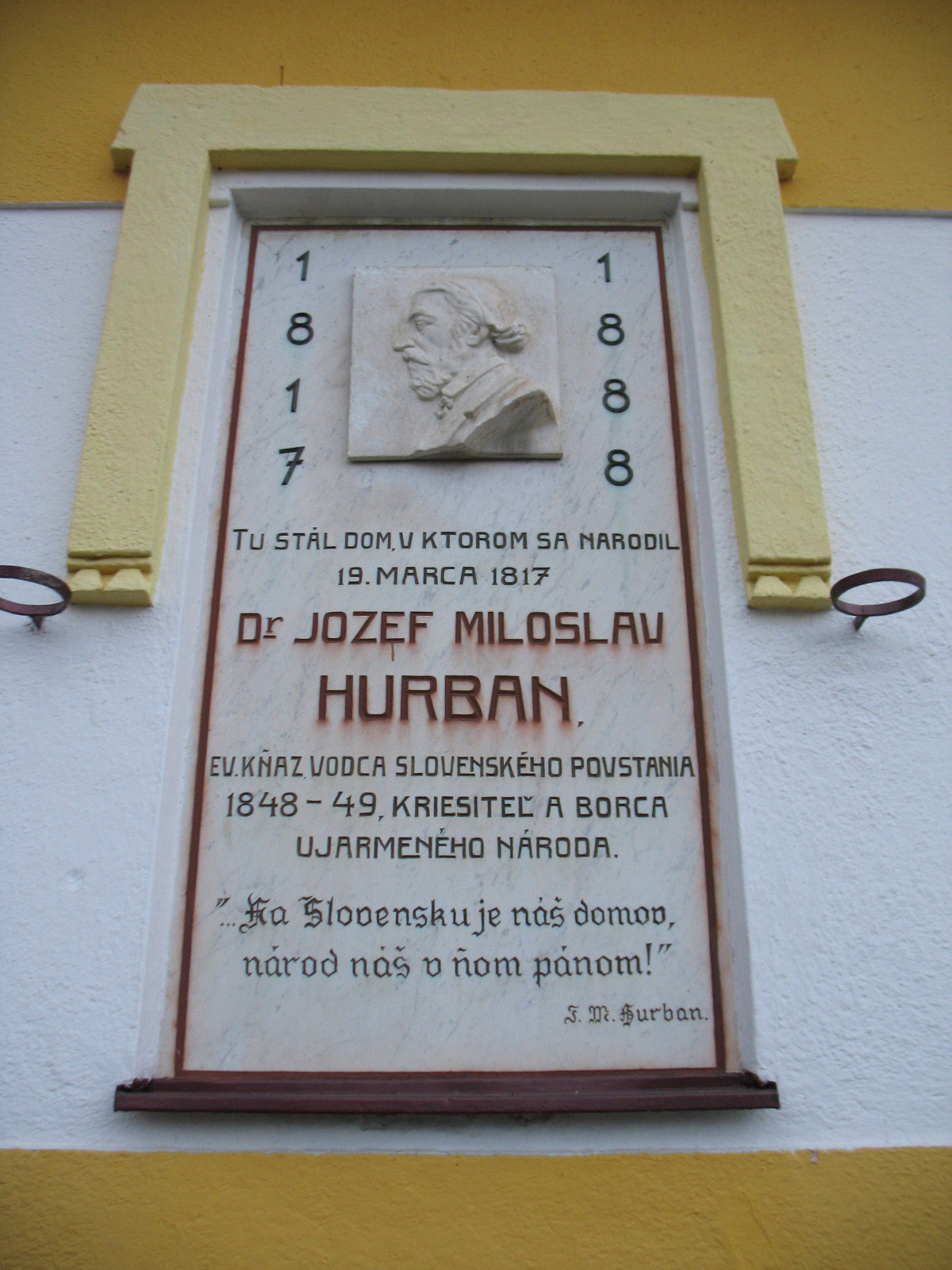
Tafel am Geburtshaus in Beckov

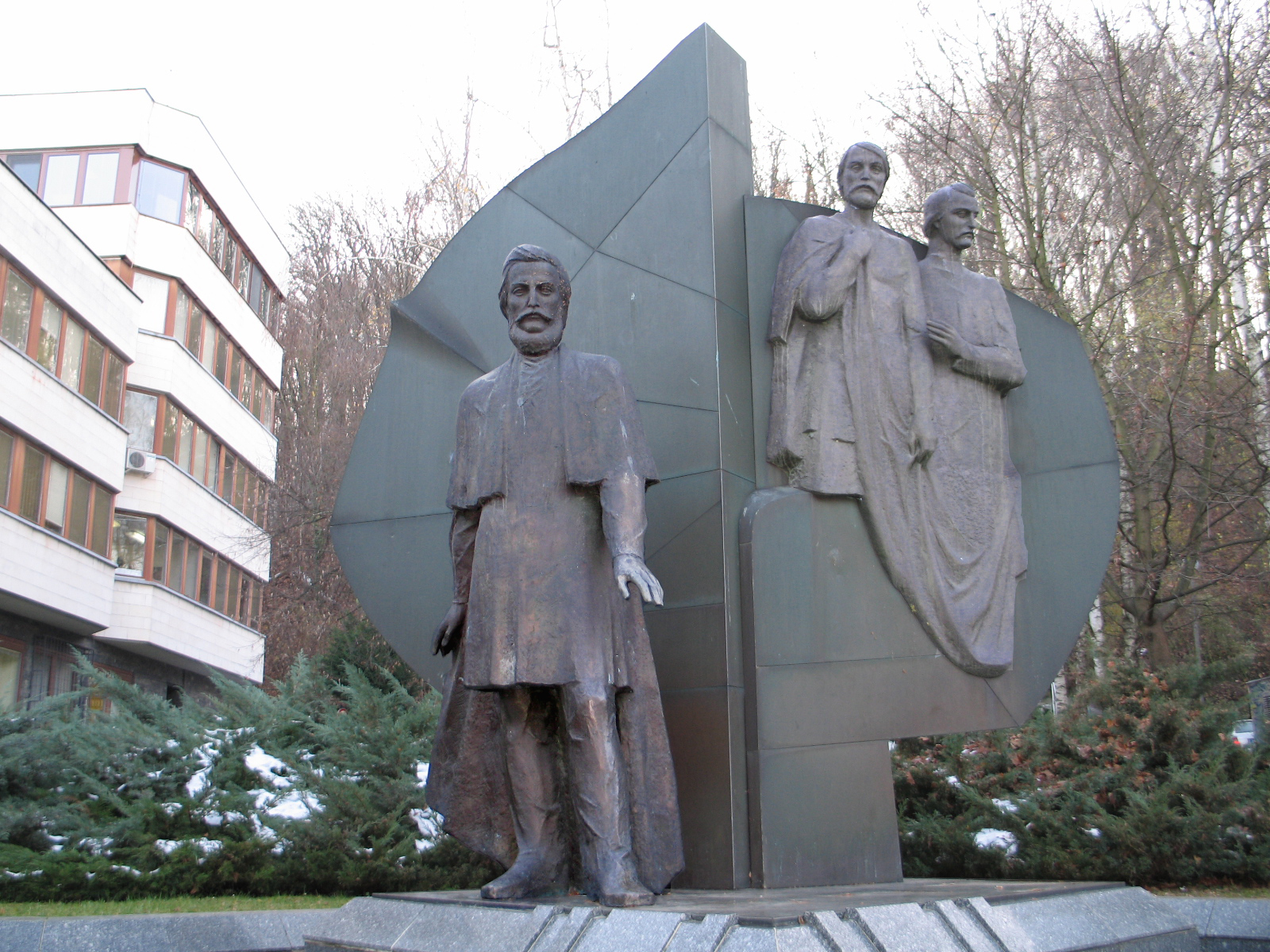
Hurban (zweiter v.l.n.r) mit Štúr (links) und Hodža (rechts) auf einer Statue in Trenčín

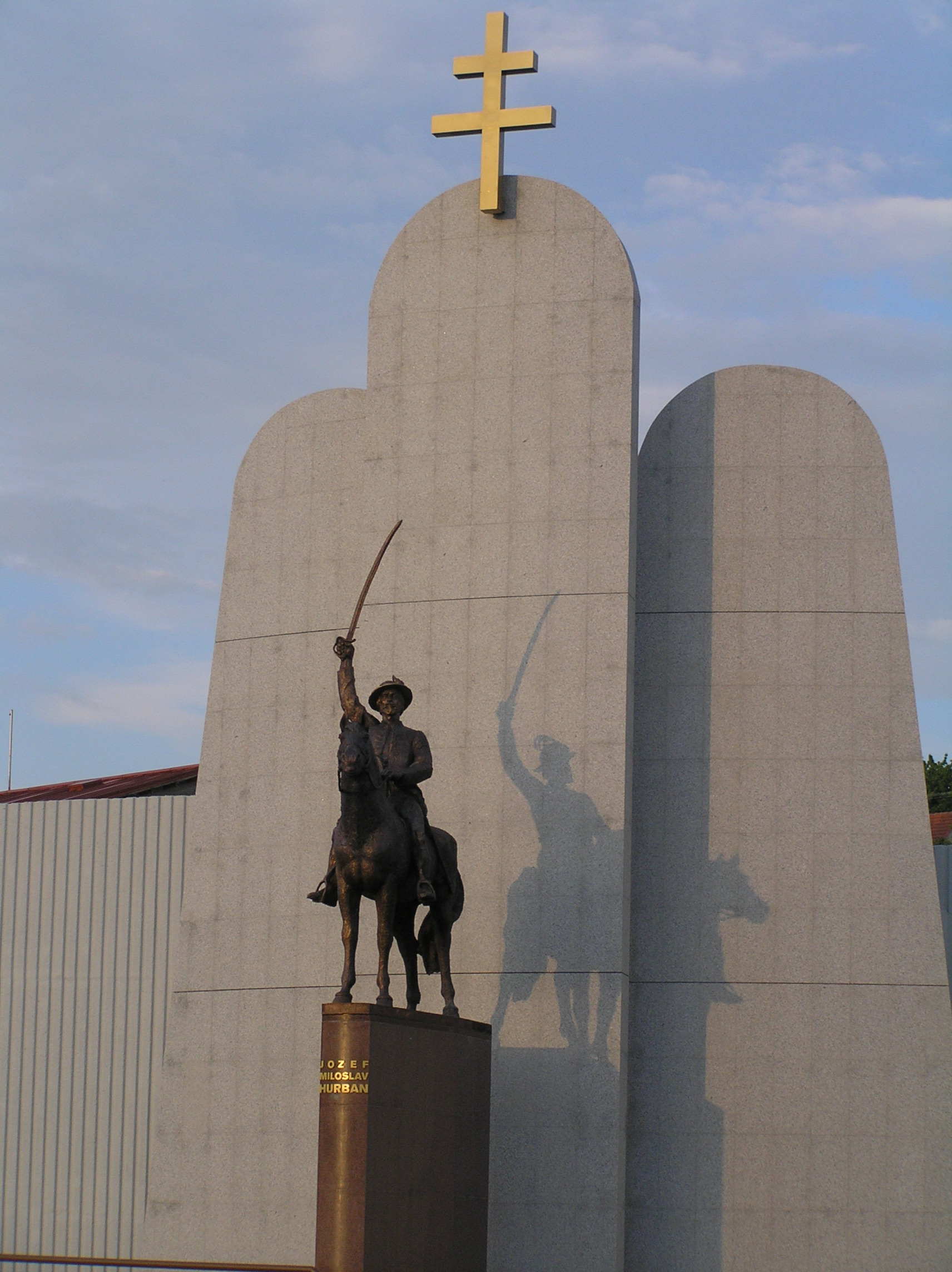
Reiterstatue von Hurban in Žilina

Jozef Miloslav Hurban (* 19. März 1817 in Beckov bei Nové Mesto nad Váhom, Westslowakei, damals Königreich Ungarn; † 21. Februar 1888 in Hlboké bei Senica) war ein slowakischer Schriftsteller, Journalist und Politiker, erster Vorsitzender des ersten Slowakischen Nationalrats und eine der führenden Persönlichkeiten des Slowakischen Aufstandes von 1848/49.

## Leben
Hurban wurde in der Familie des evangelischen Pfarrers Pavol Hurban und der Schauspielerin Anna Hurbanová-Jurkovičová geboren. Er studierte an einer Schule im nahegelegenen Trentschin (1826–1830) sowie an einem evangelischen Lyzeum in Pressburg (1830–1840). Hier lernte er Ľudovít Štúr kennen. Er wollte seine Studien in Deutschland fortführen, musste aber wegen Geldmangels zunächst als Kaplan in Brezová pod Bradlom (1840–1843) und evangelischer Pfarrer in Hlboké (1843–1888) arbeiten, bevor er 1860 den Doktorgrad in Theologie an der Universität Leipzig erhielt.
Etwa ab dem Jahr 1835 beteiligte sich er mit Ľudovít Štúr und Michal Miloslav Hodža am slowakischen Kulturleben. In den Jahren 1837–1840 war er Mitglied des Geheimbunds Vzájomnosť. In dieser Zeit schrieb er noch ausschließlich im biblischen Tschechischen, nach einem Treffen im Jahr 1843 in Hlboké mit Štúr und Hodža wurde er aber zum Unterstützer des neuen Sprachstandards von Štúr. Im von Hurban herausgegebenen Literaturalmanach "Nitra" wurde 1844 dieser Standard auch veröffentlicht.
In den Revolutionen von 1848/49 war er eine der führenden Persönlichkeiten des Slowakischen Aufstands. Am 28. April 1848 wurde in Brezová pod Bradlom ein großes Treffen veranstaltet, wo Hurban die Nitrianske žiadosti (Neutraer Anforderungen) ausrief. Im Anschluss wurde im Mai in Liptau-Sankt-Nikolaus ein nationales revolutionäres Programm, die Žiadosti slovenského národa (Forderungen der slowakischen Nation) ausgerufen, die an die Regierung Ungarns gestellt wurden.
Wegen seiner Aktivitäten musste er nach Böhmen flüchten, um einem Haftbefehl zu entgehen. Dort beteiligte er sich am Slawenkongress in Prag. Nach der Niederschlagung der Revolution konnte er in den 1850er-Jahren nicht mehr am politischen Leben teilnehmen, daher schrieb er nur über kirchliche Themen. Erst Ende der 1850er-Jahre kehrte er in die Politik zurück und beteiligte sich an der Abfassung des Memorandum národa slovenského (Memorandum der slowakischen Nation), das 1861 an das Wiener Innenministerium gerichtet wurde, und war einer der Mitgründer der Matica slovenská im Jahr 1863.
Nach dem Österreichisch-Ungarischen Ausgleich im Jahr 1867 wurde er zweimal wegen seiner Artikel gegen das ungarische Nationalitätengesetz und wegen politischer Aktivität inhaftiert (Dezember 1869–Mai 1870 und April–Juni 1876). Er versuchte danach, in weiteren Ausgaben des Almanachs Nitra (1877/78) die tschechoslowakische literarische Einigkeit zu demonstrieren, was aber als ein überlebter Versuch galt. Er starb am 21. Februar 1888 in Hlboké.
Hurbans ältester Sohn war Svetozár Hurban Vajanský. Außerdem war er mit Daniel Sloboda verschwägert.
Die südslowakische Stadt Hurbanovo (vorher Stará Ďala) wurde 1948 ihm zu Ehren so benannt; außerdem der Asteroid (3730) Hurban.

## Werke (Auswahl)

### Prosa
- 1842 – Svadba krále velkomoravského („Hochzeit des großmährischen Königs“)
- 1844 – Nitra („Neutra“) – Almanach, zwei Bände des ersten Teils
- 1844 – Prítomnosť a obrazy zo života tatranského („Gegenwart und Bilder des Tatra-Lebens“)
- 1844 – Svätoplukovci aneb Pád říše Velkomoravské („Die Sventopluks oder der Niedergang des Großmährischen Reiches“)
- 1846 – Olejkár – historische Sage aus dem 14. Jh.
- 1847 – Korytnické poháriky („Trinkgläser von Korytnica“)
- 1847 – Od Silvestra do Troch kráľov („Vom Silvester zu den drei Königen“)
- 1851 – Nitra – Almanach, drei Bände des ersten Teils und zweiter Teil
- 1852 – Nitra (dritter und vierter Teil)
- 1851 – Nitra (fünfter Teil)
- 1853 – Slovenskí žiaci („Slowakische Lehrlinge“)
- 1861 – Gottšalk – Roman
- 1876 – Nitra (sechster Teil)
- 1877 – Nitra (siebter Teil)

### Poesie
- 1837 – Žalospev na smrt Jana Volka
- 1842 – Písně
- 1843 – Chlebář
- 1848 – Bije zvon slobody
- 1848 – Bratia Slováci
- 1861 – Piesne nateraz

### Reiseberichte
- 1841 – Cesta Slováka ku bratrům slovanským na Moravě a v Čechách („Reise eines Slowaken zu den slawischen Brüdern in Mähren und Böhmen“)
- 1844 – Prechádzky po považskom svete („Wanderungen an der Waag“)

### Artikel und Biographien
- Čomu nás učia dejiny („Was uns die Geschichte lehrt“)
- Hlasy proti slovenčine („Stimmen gegen das Slowakische“)
- Slovensko a jeho život literárny  („Die Slowakei und ihr literarisches Leben“)
- Náuka náboženství křesťanského („Christliche Religionslehre“)
- Karel Štúr, eine Biographie
- Viliam Pauliny-Tóth a jeho doba („Viliam Pauliny-Tóth und seine Zeit“)
- Ľudovít Štúr I – IV, eine Biographie
- Ľudovít Štúr – Rozpomienky na revolučné roky 1848/1849 („Ľudovít Štúr - Erinnerungen an die Revolutionsjahre 1848/1849“)